# 신기중학교 (대구)
신기중학교(新基中學校)는 대한민국 대구광역시 동구 신기동에 있는 공립 중학교이다.

## 학교 연혁
- 1985년 12월 20일 : 안심여자중학교 설립인가(24학급)
- 1986년 3월 1일 : 초대 강두생 교장 취임
- 1986년 3월 5일 : 개교, 제1회 입학식 (7학급 364명)
- 2000년 10월 4일 : 학교 급식 실시
- 2003년 3월 1일 : 신기중학교 교명 변경(남녀 공학)
- 2010년 10월 14일 : 급식실 현대화 사업 및 학생식당 개관
- 2018년 3월 30일 : 운동장 생활체육시설 준공
- 2022년 2월 9일 : 제34회 졸업식(105명, 총 9,455명)
- 2022년 3월 2일 : 제37회 입학(122명)
- 2022년 9월 1일 : 제17대 정철화 교장 취임

## 참고 자료
- 신기중학교 - 한국교육학술정보원 학교알리미